# Юрій Кондратюк (монета)
«Ю́рій Кондратю́к» — ювілейна монета номіналом 2 гривні, випущена Національним банком України. Присвячена 100-річчю від дня народження видатного українського вченого у галузі космонавтики та вітроенергетики, одного з піонерів ракетної техніки і теорії космічних польотів Юрія Васильовича Кондратюка (Олександра Гнатовича Шаргея).
Монету було введено в обіг 17 червня 1997 року. Вона належить до серії «Видатні особистості України».

## Опис монети та характеристики
| Номінал грн. | Метал    | Маса, грам | Діаметр, мм. | Якість виготовлення | Гурт     | Тираж, штук |
| ------------ | -------- | ---------- | ------------ | ------------------- | -------- | ----------- |
| 2            | мельхіор | 14,35      | 33,0         | пруф-лайк           | рифлений | 20 000      |

### Аверс

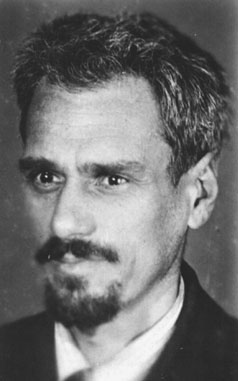
Юрій Кондратюк, 1941 рік

На аверсі монети в центрі на тлі старовинної карти зоряного неба розмістили зображення малого Державного Герба України. По колу вгорі напис «УКРАЇНА», внизу у два рядки «2 ГРИВНІ». Праворуч дата «1997» — рік карбування монети. Усі написи відокремлені один від одного стилізованими зображеннями зірок.

### Реверс
На реверсі монети зобразили портрет вченого і ліворуч від нього так звану «трасу Кондратюка» — схему польоту космічного корабля до Місяця, його посадки на місячну поверхню та повернення на Землю. Над портретом Ю. Кондратюка і ліворуч від нього знаходяться стилізовані зображення зірок, під портретом розмістили дати «1897-1942» — роки народження вченого і його загибелі на фронті під Москвою. По колу монети написи: вгорі «ЮРІЙ КОНДРАТЮК», внизу у дужках «ОЛЕКСАНДР ШАРГЕЙ».

## Автори
- Художники: Кочубей Микола, Сніжко Анатолій.
- Скульптори: Зобек Драгомир (аверс), Новотни Штефан (реверс).

## Вартість монети
Під час введення монети в обіг 1997 року, Національний банк України реалізовував монету за ціною 6 гривень.
Фактична приблизна вартість монети, з роками змінювалася так:
| Рік        | 2005 | 2006 | 2007 | 2008 | 2009 | 2010 | 2011 | 2012 | 2013 | 2014 | 2015  | 2016  | 2017  | 2018  | 2019  | 2020  | 2021  | 2022  | 2023  | 2024  | 2025  |
| ---------- | ---- | ---- | ---- | ---- | ---- | ---- | ---- | ---- | ---- | ---- | ----- | ----- | ----- | ----- | ----- | ----- | ----- | ----- | ----- | ----- | ----- |
| Ціна, грн. | 200  | 330  | 390  | 600  | 700  | 700  | 700  | 700  | 700  | 650  | 1 800 | 1 250 | 1 600 | 1 650 | 1 700 | 1 800 | 1 700 | 2 100 | 2 300 | 3 050 | 3 500 |